# Севастополь (броненосець)
«Севасто́поль» — ескадрений броненосець. Останній з серії з трьох броненосців типу «Полтава», побудованих в кінці XIX сторіччя для Балтійського флоту. Корабель порт-артурської ескадри (1901—1904).

## Історія проекту
Рішенням Морського міністерства Російської імперії 20 травня 1882 року була прийнята 20-річна суднобудівна програма, в якій віддавалася перевага будівництву броненосного флоту (всього планувалося побудувати 24 броненосці), однак в подальшому вона неодноразово переглядалася, зокрема в бік скорочення кількості броненосців на користь міноносних сил. Але в 1890 році було відновлене будівництво броненосців і броненосних крейсерів на Балтиці у зв'язку з швидким збільшенням німецького флоту.
У 1894—1895 роках в Новому адміралтействі (Санкт-Петербург) були спущені на воду три броненосці типу «Полтава»: «Полтава», «Севастополь» і «Петропавловськ». Прототипом для кораблів даного типу був броненосний корабель «Наварін» (1891), однак нові кораблі відрізнялися тим, що на них 12 152-мм гармат 8 розташовувалися не у верхньому казематі, а в чотирьох бортових двохгарматних баштах. Таким чином збільшувалася їх живучість і зростали кути обстрілу. Крім того, в порівнянні з попередниками, кораблі мали більший темп стрільби артилерії середнього калібру, найкращі швидкісні і морехідні характеристики.

## Будівництво корабля
«Севастополь» був закладений 7 травня 1892 року в старому елінгу на Галерному острові в Санкт-Петербурзі. Будівництвом корабля керували корабельні інженери Є. П. Андрющенко і М. І. Афанасьєв. Спуск на воду відбувся 20 травня 1895 року. Після добудови на плаву в 1898 році здійснив перехід в Кронштадт, де на нього були встановлені броня і артилерія.
Ходові випробування корабля розпочалися 16 жовтня 1899 року, але були призупинені через аварію рольового приводу до весни 1900 року. На ходових випробуваннях в липні 1900 року корабель показав середню швидкість ходу в 15,3 вузлів при потужності машин 9368 к.с..

## Бойовий шлях
З 3 жовтня 1900 року по 31 березня 1901 року «Севастополь», зрідка зустрічаючись з «Полтавою» в іноземних портах, здійснив міжтеатровий перехід на Далекий Схід, обстановка на якому всі загострювалася. Після прибуття в Порт-Артур, на кораблі відразу почався ремонт машини і механізмів, які, за повідомленням начальника ескадри віце-адмірала Миколи Іларіоновича Скридлова, перебували в «тяжкому стані». Постійні ремонти дозволяли підтримувати машину у працездатному стані, але не більше того.
В 1902 році корабель, виконуючи роль яхти великого князя Бориса Володимировича, здійснив візити в Нагасакі, Йокогаму і Токіо. У тому ж році «Севастополь» брав участь в 600-мильному випробувальному пробігу кораблів ескадри з Нагасакі в Порт-Артур, в якому очікувано прийшов на фініш останнім.
У грудні 1903 року 55 матросів десантної роти «Севастополя» під командуванням лейтенанта Климова були направлені в корейський порт Чемульпо для охорони місії російського посланника в Кореї Павлова. Після початку війни матроси разом з Климовим були інтерновані в Шанхаї.
Російсько-японську війну корабель зустрів під командуванням капітана 1 рангу Миколи Кузьмича Чернишева, екіпаж нараховував 631 офіцерів і нижніх чинів. Перший бій корабель прийняв 26—27 січня 1904 року під час нічного нападу японських міноносців на рейд Порт-Артура. Внаслідок бою «Севастополь» отримав незначні ушкодження, поранення отримали два члени екіпажу. Наступного дня при вході в гавань «Севастополь» зіткнувся з «Полтавою», однак без серйозних пошкоджень.
13 березня під час еволюцій ескадри броненосець «Пересвет» врізався носом у корму «Севастополя», пошкодивши йому обшивку і правий гребний гвинт. Віце-адмірал Макаров визнав винним в аварії командира «Севастополя» капітана 1 рангу Чернишова і 16 березня призначив командиром корабля капітана 2 рангу Миколу Оттовича фон Ессена, який до цього командував крейсером «Новік». Аварія значно вплинула на ходові якості корабля — швидкість ходу обмежилася 10 вузлами.
Після загибелі 13 квітня Степана Осиповича Макарова «Севастополь» слугував флагманським кораблем намісника адмірала Алексєєва, який тимчасово прийняв на себе командування ескадрою (пізніше флагманом нового начальника ескадри контр-адмірала Вітгефта став броненосець «Цесаревич»).
В ході бою Порт-Артурської ескадри з силами японського флоту у Жовтому морі броненосець отримав серйозні ушкодження і разом з ескадрою повернувся в Порт-Артур.

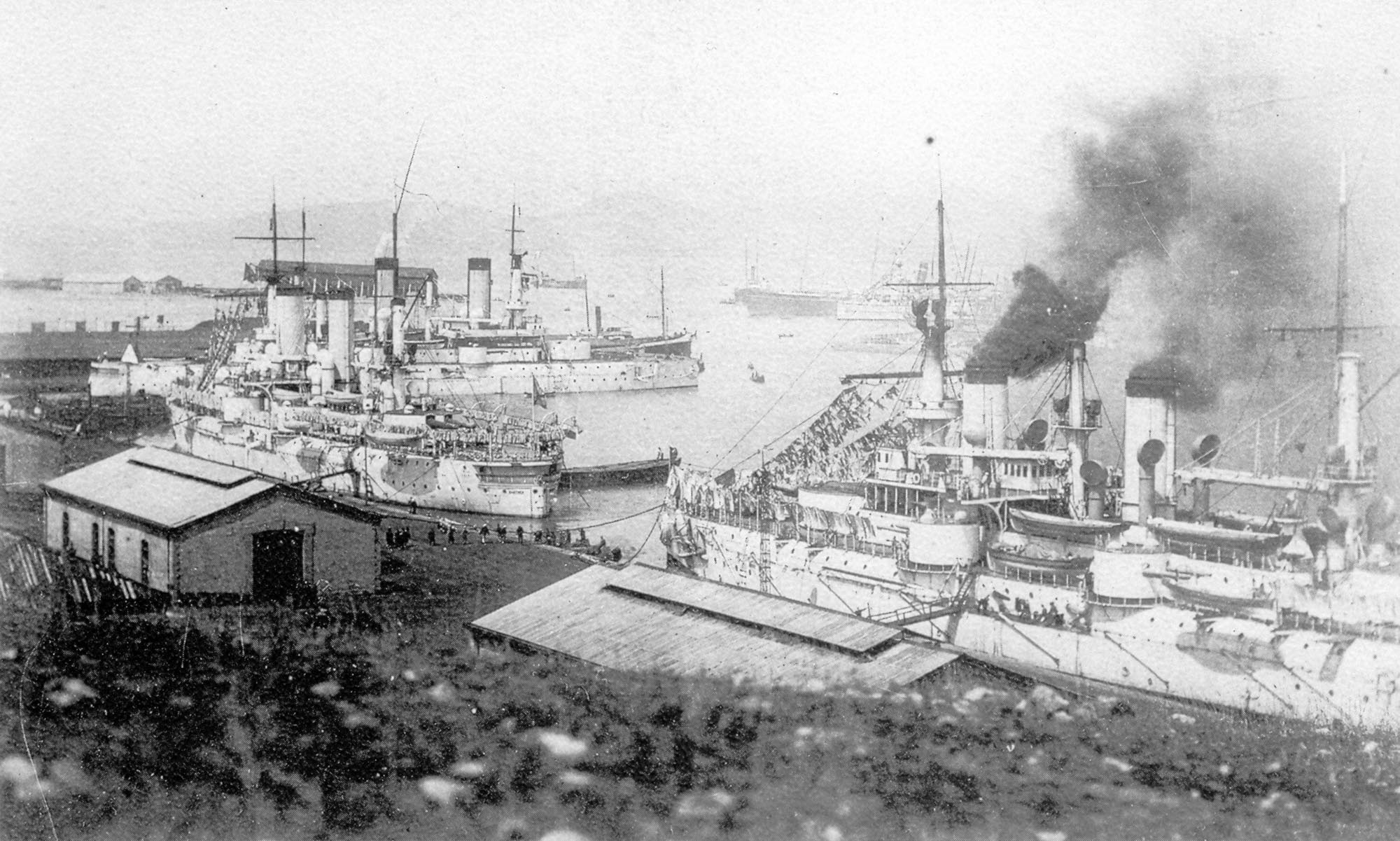
Ескадрені броненосці «Севастополь», «Полтава» і «Петропавловськ» в Східному басейні Порт-Артуру

10 серпня «Севастополь» вийшов з гавані на обстріл японських позицій, але на зворотному шляху, збившись з фарватеру, підірвався міні. Цей вихід став, по суті, останнім для всієї ескадри. До відбиття серпневого штурму «Севастополь» використовувалася як плавуча батарея — разом з «Полтавою» стояв на вогневій позиції в Східному басейні. Крім того частина екіпажу і гармат були передані для оборони сухопутної ділянки («Севастопольці» — дві батареї, одна 210-мм, шість 152-мм і 13 малокаліберних гармат, три прожектори і 123 чоловіки обслуги — відповідали за оборону Ляотешаня, а 180 чоловік на чолі з мічманами Петровим і Бухе — склали зведену роту морської піхоти.
В ніч на 26 листопада «Севастополь», останній уцілілий з великих кораблів ескадри, здійснив спробу прориву на з'єднання з 2-ю Тихоокеанською ескадрою, однак змушений був повернутися в Порт-Артур.
Після невдалої спроби прориву блокади, корабель продовжував виконувати роль плавучої батареї. Останню стрільбу «Севастополь» провів 19 грудня, а на наступний день, у зв'язку із здачею фортеці, броненосець був відбуксований пароплавом «Силач» на глибоку воду і затоплений на 50-метровій глибині, де і покоїться до цього дня. В японський полон потрапили 31 офіцери і 507 матросів з команди «Севастополя».